# Erta Ale
Erta Ale je aktivni štitasti vulkan na sjeveroistoku Etiopije u regiji Afa blizu granice s Eritrejom. 
Visok je 613 metara, a okružen je područjem ispod morske razine. Njegov krater na vrhu ima dimenzije 700 m × 1600 m.
Na vrhu ima lavino jezero, najstarije na svijetu. Vulkani s jezerima lave jako su rijetki: samo ih je osam. Još jedna njegova posebnost je to što se nalazi u depresiji, tj. području ispod razine mora. Na afarskom jeziku njegovo ime znači planina koja se dimi, a njegovu južnu rupu stanovnici zovu ulaz u pakao.
Erupcija se dogodila 25. rujna 2005. pri čemu je nastradalo 250 grla stoke. U kolovozu 2007. došlo je do daljnjeg protoka lave prisilivši evakuaciju stotina ljudi, a dvije su nestale. Erupciju 4. studenog 2008. izvijestili su znanstvenici sa Sveučilišta Addis Abeba. Erupcija se dogodila i 2009. Još jedna zabilježena je u siječnju 2017.
O Erta Ale ne zna se mnogo jer je okolni teren je jedan od najnegostoljubivijih na Zemlji što čini putovanja teškim i opasnim.